# Sarron
|  | Per a altres significats, vegeu «Sarron (Corresa)». |

Sarron - en francès i occità - és un municipi francès, situat al departament de les Landes i a la regió de la Nova Aquitània.
| 1962                                      | 1968 | 1975 | 1982 | 1990 | 1999 | 2007 |
| ----------------------------------------- | ---- | ---- | ---- | ---- | ---- | ---- |
| 60                                        | 75   | 82   | 97   | 92   | 87   | 99   |
| Des de 1962 Població sense dobles comptes |      |      |      |      |      |      |

| Període | Identitat          | Partit |
| ------- | ------------------ | ------ |
| 2001-   | Jean-Michel Barros |        |